# Diritto della Louisiana

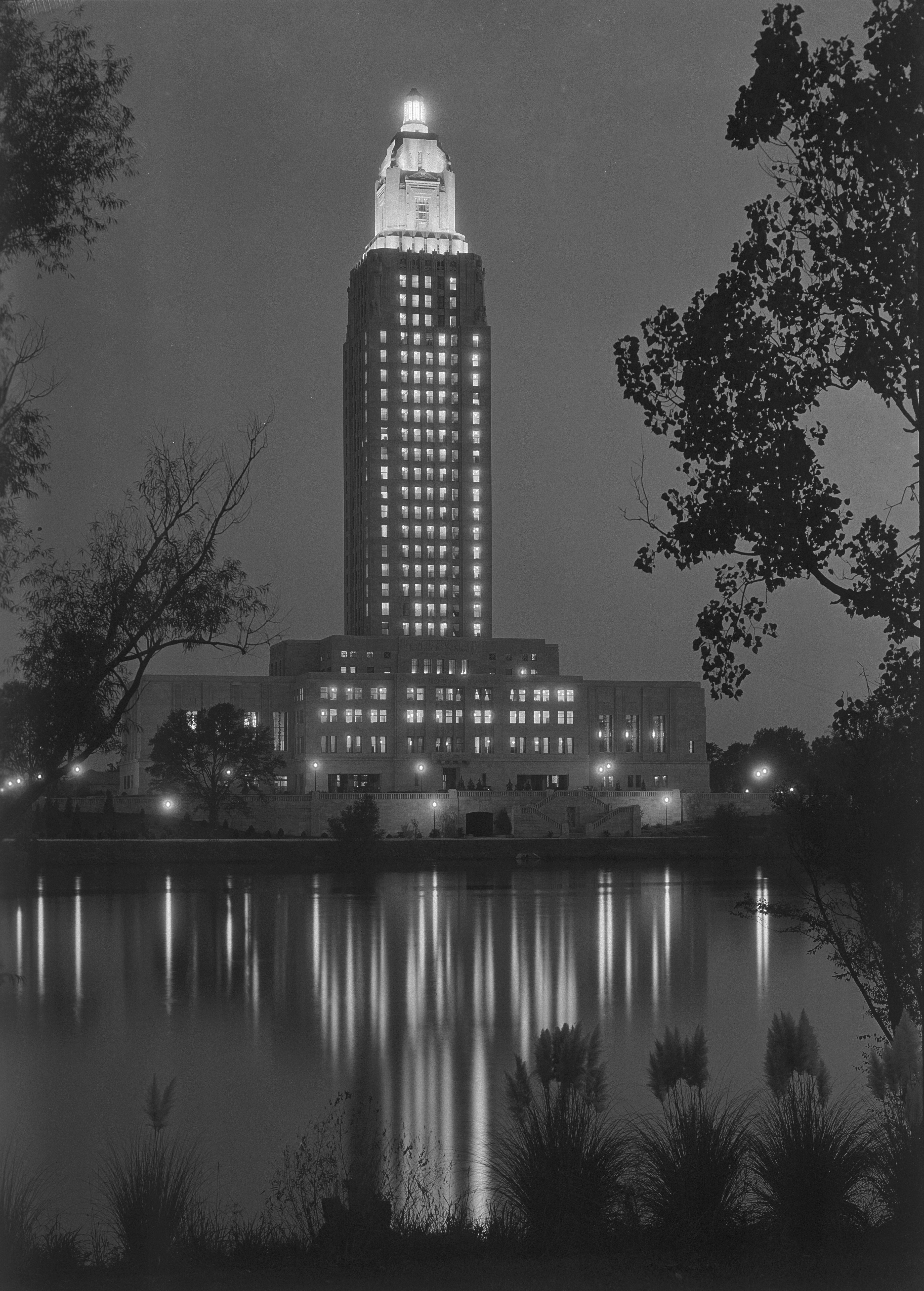
Louisiana State Capitol, Baton Rouge (1932)

Il diritto nello stato della Louisiana ha caratteristiche peculiari rispetto ai sistemi giuridici degli altri stati degli Stati Uniti. Ciò vale in particolare per il diritto privato che ha carattere di civil law, basandosi in larga misura sul diritto francese e spagnolo e dunque sul diritto romano. Vi sono comunque diverse influenze dei sistemi di common law.
Il diritto amministrativo è generalmente simile al diritto amministrativo del governo federale e di altri stati. La legge procedurale della Louisiana è generalmente in linea con quella di altri stati degli Stati Uniti, che a sua volta si basa generalmente sulle norme federali di procedura civile degli Stati Uniti.

## Storia
Nel 1664 sotto la carta reale che crea la Compagnia francese delle Indie orientali, la Coutume de Paris divenne la legge primaria nella Nuova Francia, integrata con ordinanze reali, ad es. il "Code Louis", costituito dall'ordinanza del 1667 sulla procedura civile.
Il primo codice civile della Louisiana, Digeste de la Loi Civile, venne scritto in francese dagli avvocati James Brown, Louis Moreau-Lislet e Edward Livingston e successivamente tradotto in inglese come The Digest of the Civil Laws now in Force in the Territory of Orleans, o più comunemente il Digest of 1808. Il principale redattore Louis Moreau-Lislet era un colono francese originario di Saint-Domingue (l'odierna Haiti), ma che si laureò in legge a Parigi poco prima della Rivoluzione francese del 1789. Emanato il 31 marzo 1808, il Digest si rivelò problematico quando nel 1817 la Corte Suprema della Louisiana, composta da Pierre Derbigny, George Mathews (Chief Justice) e François Xavier Martin, trovò in Cottin v. Cottin che la legge spagnola in vigore prima del l'emanazione del Digest non era stata abrogata ed era quindi ancora in vigore per quanto non contraddiceva il Digest. Ciò provocò una risposta legislativa da parte dell'Assemblea Generale che incaricò il giudice Derbigny e gli avvocati Moreau-Lislet e Livingston di redigere un nuovo codice più completo scritto in francese e inglese e che abrogava formalmente la precedente legge esistente. Questo codice, il codice civile del 1825, fu emanato il 12 aprile 1824.
Per molti anni i professionisti legali dello stato hanno fatto grandi sforzi per garantire che entrambe le versioni fossero d'accordo. Nonostante questi sforzi alcune clausole erano presenti solo in una versione o nell'altra. A causa dei moderni atti legislativi che abrogano e ripropongono gli articoli del codice civile della Louisiana come qualsiasi altra raccolta di statuti, le differenze tra l'originale francese e la traduzione inglese sono ora principalmente di interesse storico.
Nonostante la credenza popolare che il Codice Civile della Louisiana derivi dal Codice Napoleonico, le somiglianze sono dovute a fonti comuni, vale a dire la Bozza del Codice Napoleonico del 1800. Il codice napoleonico fu emanato in Francia solo nel 1804, un anno dopo l'acquisto della Louisiana. Nel 1941 e nel 1965, gli storici  scoprirono le note originali dei redattori del Digest del 1808 che affermavano che il loro obiettivo era quello di basare la legge della Louisiana sulla legge spagnola e che non facevano menzione del codice napoleonico. Il Codice del 1825, tuttavia, che aveva lo scopo esplicito di abrogare il precedente diritto spagnolo, elevava il diritto francese a fonte principale della giurisprudenza della Louisiana.

## Costituzione della Louisiana
La prima costituzione dello stato (Constitution or Form of Government of the State of Louisiana) venne approvata nel 1812 sulla base della costituzione del Kentucky. L'attuale Costituzione della Louisiana è stata approvata nel 1974 ed è entrata in vigore nel 1975.